# Twenty 4 Seven
Twenty 4 Seven -
holenderska grupa eurodance założona w 1989 w Amsterdamie. przez producenta Ruuda van Reijena. Pozostałymi członkami zespołu byli: Tony Dawson-Harrison (opuścił grupę w 1991), zastąpiony przez Staceya Patona (pseudonim Stay-C) i wokalistka Nance Coolen, zastąpiona w 1996 przez Stellę. Pierwszym singlem był I Can’t Stand It.

## Albumy
- 1990 Street Moves
- 1993 Slave To The Music
- 1994 I Wanna Show You
- 1997 24 Hours 7 Days A Week

## Single
- 1989 "I Can’t Stand It"
- 1990 "Are You Dreaming?"
- 1992 "It Could Have Been You"
- 1993 "Slave to the Music"
"Is It Love"
- 1994 "Take Me Away"
"Leave Them Alone"
"Oh Baby"
- 1995 "Keep on Tryin"
- 1996 "We Are the World"
- 1997 "If You Want My Love"
"Friday Night"
- 1999 "Ne Ne"
- 2007 "Like Flames"